# François Chopart
François Chopart (Párizs, 1743. október 20. – Párizs, 1795. június 9.) párizsi születésű francia sebészorvos.

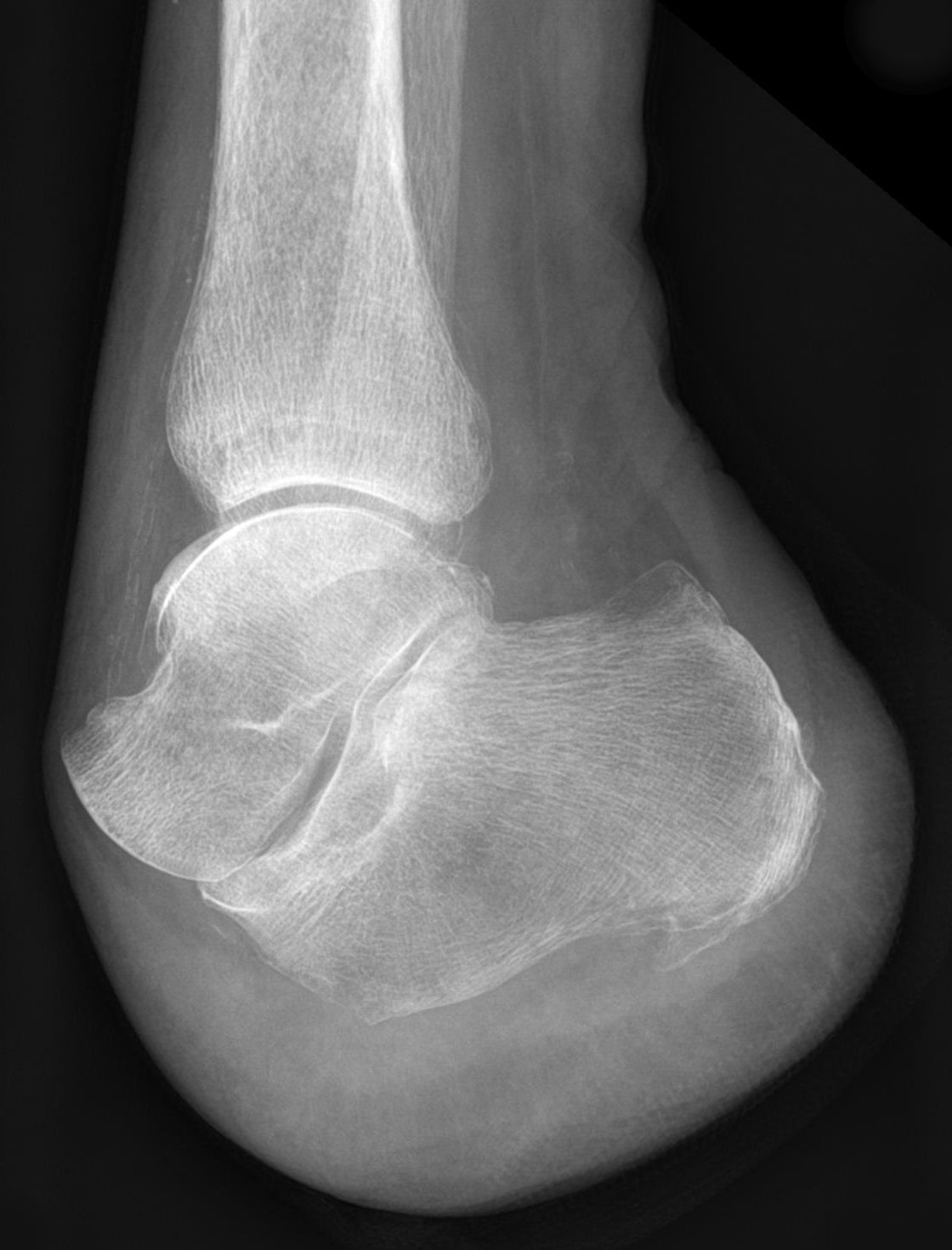
Röntgenfelvétel egy lábfejről a Chopart-amputáció után

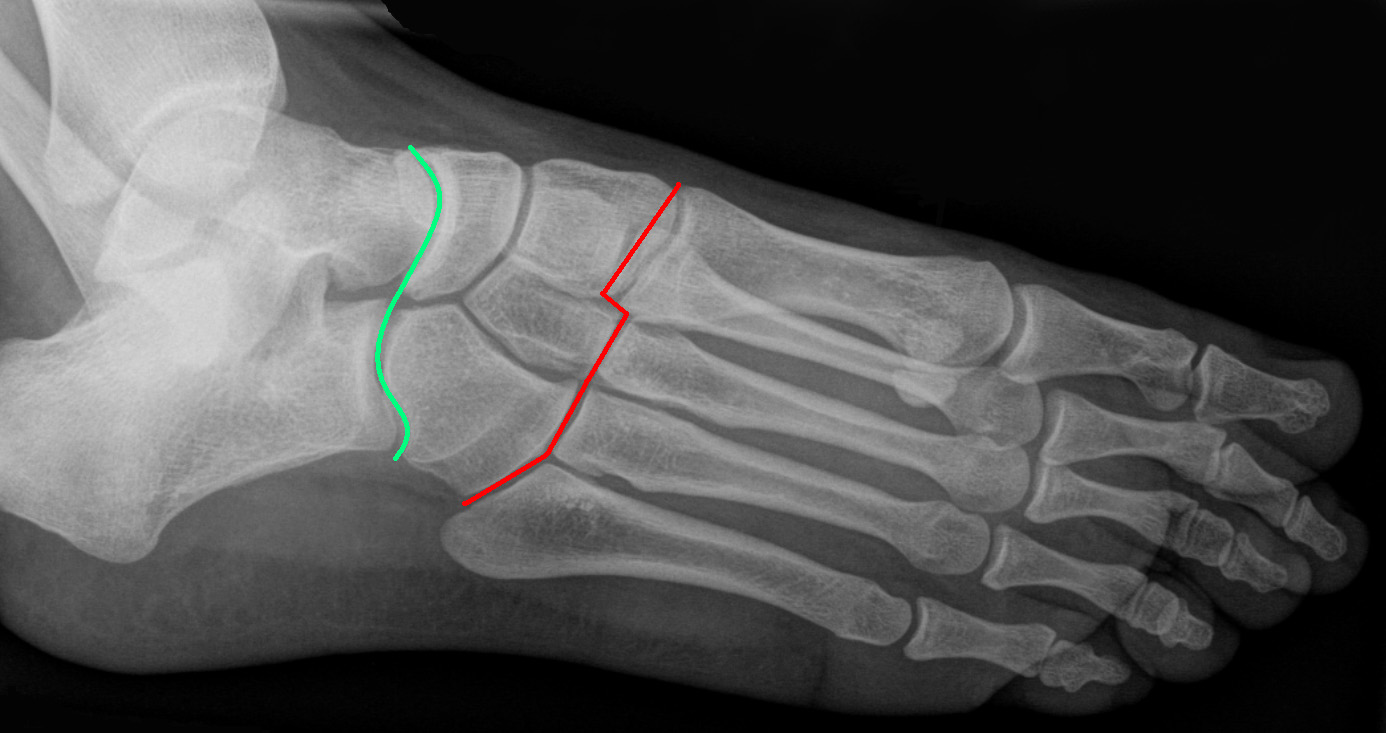
Chopart- (zöld) és Lisfranc-ízületek (piros) a lábfejben.

A Hôtel-Dieu, a Pitié és a Bicêtre kórházakban kapott orvosi képzést. 1771-ben a párizsi École pratique gyakorlati sebészetének professzora lett, 1782-ben pedig Toussaint Bordenave (1728-1782) utódja lett az élettan tanszékén.
Chopart az urológiai sebészet úttörője volt, aki a húgyutak egészének kezelésére helyezte a hangsúlyt. 1791/92-ben adta ki a kétkötetes Traité des maladies des voies urinaires című alkotását.
Pierre-Joseph Desault-val (1744-1795) együtt ő volt a Traité des maladies chirurgicales et des opérations qui leur conviennent című sebészeti értekezés szerzője. A lábfejhez három olyan névadó kapcsolódik, amelyet róla neveztek el:
- Chopart-amputációja: Az elülső lábfej szétválása a lábközépcsont ízületénél.
- Chopart-törés: A lábfej ficama az ugrócsont-sajkacsonti és a sarokcsont-köbcsonti ízületeken keresztül, társuló törésekkel együtt.
- Chopart-ízület: A hátsó lábfej és a lábközép közötti ízület.

François Chopart 1795-ben, Párizsban halt meg egy kolerajárvány idején.

## Fordítás
Ez a szócikk részben vagy egészben  a   François Chopart című angol Wikipédia-szócikk ezen változatának fordításán alapul.  Az eredeti cikk szerkesztőit annak laptörténete sorolja fel. Ez a jelzés csupán a megfogalmazás eredetét és a szerzői jogokat jelzi, nem szolgál a cikkben szereplő információk forrásmegjelöléseként.